# Eugenia riosae
Eugenia riosae är en myrtenväxtart som beskrevs av Barrie. Eugenia riosae ingår i släktet Eugenia och familjen myrtenväxter.
Artens utbredningsområde är Costa Rica. Inga underarter finns listade i Catalogue of Life.